# Marie Gluesenkamp Perez
Marie Gluesenkamp Perez, född 4 juni 1988 i Harris County i Texas, är en amerikansk politiker (demokrat). Hon är ledamot av USA:s representanthus sedan 2023.
Gluesenkamp Perez vann knappt mot republikanen Joe Kent i mellanårsvalet i USA 2022.